# چاه گرگین
چاه گرگین یک منطقهٔ مسکونی در ایران است که در دهستان کوه سفید واقع شده‌است. چاه گرگین ۲۷ نفر جمعیت دارد.